# 移動城市
是一部2009年的美國超級英雄電影，由保羅·麥格根執導，克里斯·伊凡、達科塔·芬妮和卡蜜拉·貝兒領銜主演。電影將在北美地區2009年2月6日首映，台灣於3月6日上映。電影大部分場景香港實景拍攝，有多位香港無線電視藝人演出，如梁麗瑩、梁繼璋、劉玉翠、車保羅、林盛斌、李漫芬、向佐等。

## 故事
一切起源於1945年，納粹進行超能強化計劃。試圖把超能力注入數以千計的士兵體內。戰爭結束了，但這個實驗卻從未中止。全世界的政府都建立了「隔離區」（The Division）的機構，繼續進行納粹的實驗，把人們制成武器。
主角尼克（Nick）企圖逃離組織掌控，並意外發現有個箱子裝有可以將組織摧毀的秘密，而另一方面，來自中國的組織也在搜尋箱子的下落。故事主場景為香港。

## 用語
- PUSHERS（心使者）

能入侵人的思想，讓人們把「推手」所編造的一些謊話當作事實甚至命令控制意志較薄弱的人。（代表人物：琪拉、亨利·卡佛探員）
- MOVERS（移動者）

能以意念移動人或物體。（代表人物：尼克·甘特）
- WATCHERS（神視者）

能看到未來的景像，亦可以尋找人或物的蹤影。（代表人物：凱西·荷姆斯）
- BLEEDERS（嘯吼者）

能從口發出巨大聲音對物件甚至人作出損傷。（代表人物：THE POP BOYS）
- SNIFFS（靈嗅者）

能從接觸過的東西，知道它所到的地方。（代表人物：EMILY HU）
- SHIFTERS（移形者）

能把一個物件的外觀變成另一個物件。（代表人物：HOOK WATERS）
- SHADOWS（影藏者）

能將某些物件或人匿跡，使一般人不能見到，包括靈嗅人，但逃不過透視人的能力。也不能使一棟巨大建築匿跡。（代表人物：PINKY STEIN）
- WIPERS（拭憶者）

能把人們的某部分記憶消除（代表人物：WO CHIANG）
- STITCHES（修補者）

幫人治療創傷，又或將人扭傷（代表人物：TERESA STOWE）

## 演員
- 基斯·伊雲斯 飾 尼克·甘特（Nick Gant）
  - 科林·福特 飾 年輕的尼克

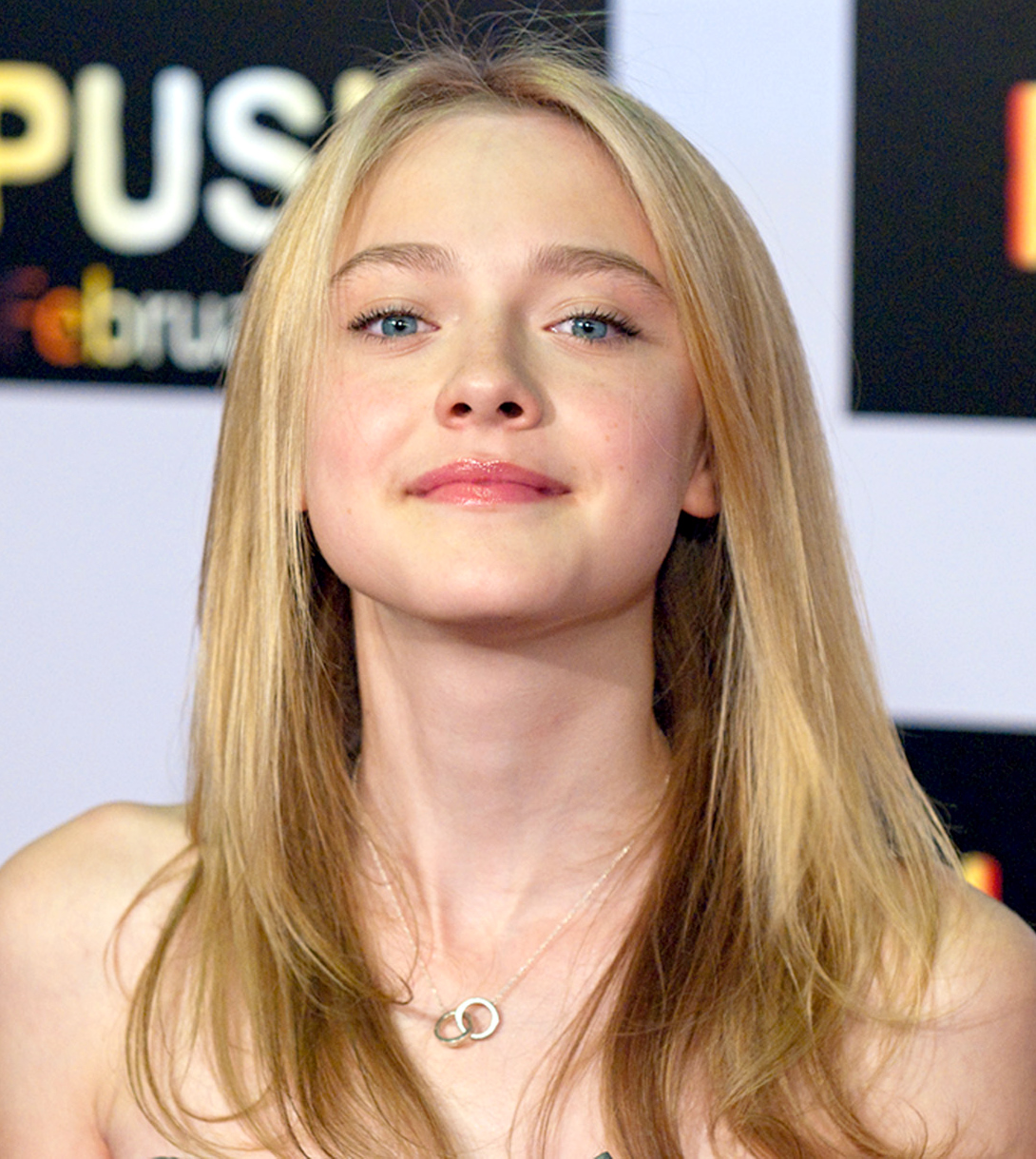
本片首映時的達科塔·芬妮

- 達科塔·芬妮 飾 凱西·荷姆斯（Cassie Holmes）

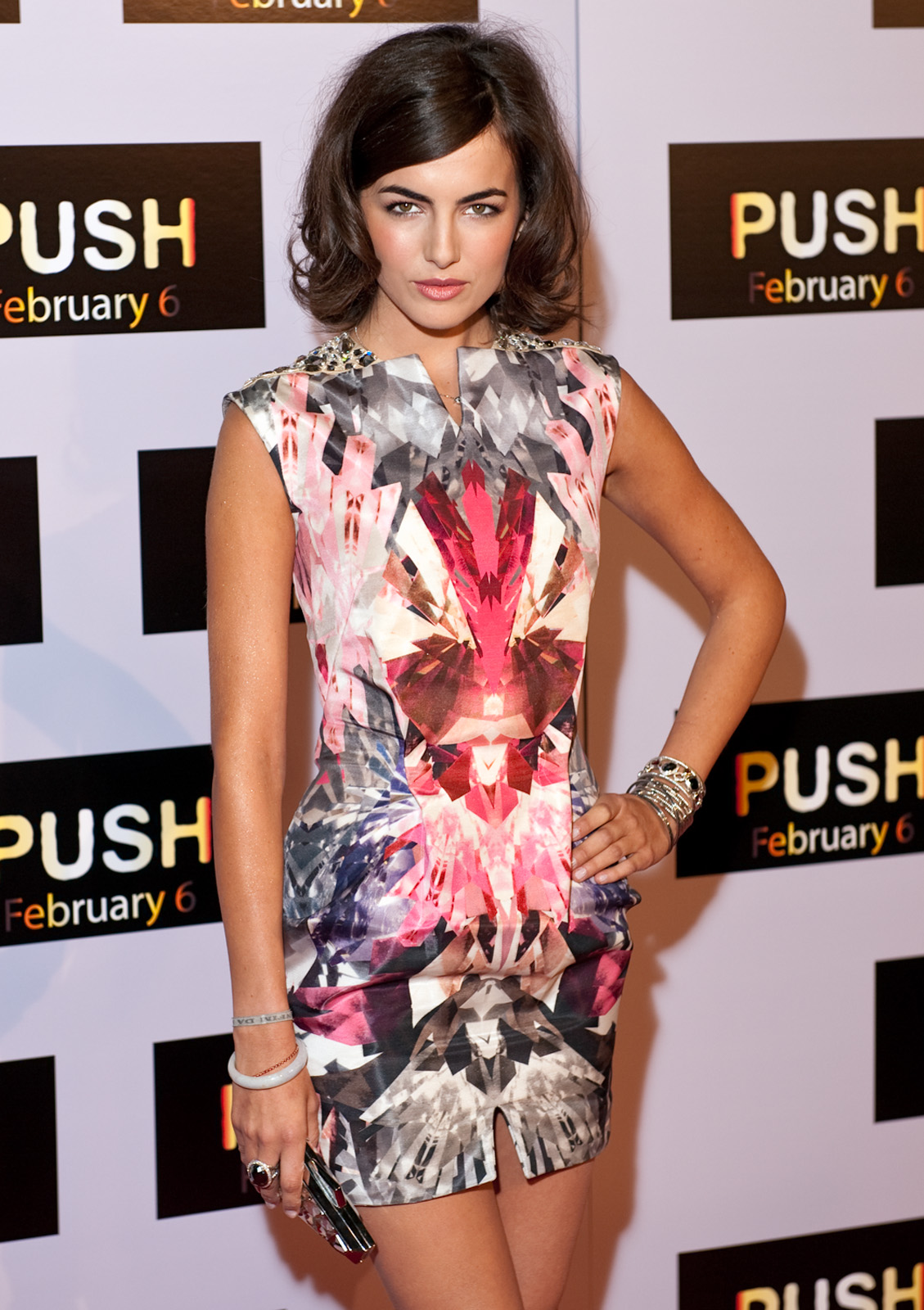
本片首映時的卡蜜拉·貝兒

- 卡蜜拉·貝兒 飾 琪拉（Kira Hudson/Hollis）
- 吉蒙·翰蘇 飾 亨利·卡佛探員（Agent Henry Carver）
- 喬爾·葛瑞奇（英语：Joel Gretsch） 飾 Jonah Gant
- 溫明娜 飾 Emily Wu
- 克利夫·柯蒂斯 飾 Hook Waters
- 奈特·慕尼（英语：Nate Mooney） 飾 Pinky Stein
- 寇瑞·史托爾 飾 Mack探員
- 史考特·麥可·坎貝爾（英语：Scott Michael Campbell） 飾 Holden探員
- 尼爾·傑克遜 飾 Victor Budarin
- 梅姬·席夫（英语：Maggie Siff） 飾 Teresa Stowe
- 車保羅 飾 船夫
- 李小璐 飾 Pop Girl
- Kwan Fung Chi和向佐 飾 Pop Boys
- 山内春彦（英语：Haruhiko Yamanouchi） 飾 Pop Father
- 林盛斌 飾 的士司機
- 梁繼璋 飾 賭徒

## 外部連結
- （英文）官方网站
- 互联网电影数据库（IMDb）上《移動城市》的资料（英文）
- AllMovie上《移動城市》的资料（英文）
- Metacritic上《移動城市》的資料（英文）
- 爛番茄上《移動城市》的資料（英文）
- 移動城市 （页面存档备份，存于） at MySpace